# Ruth Lawrence
Ruth Elke Lawrence-Neimark (en hebreo: רות אלקה לורנס-נאימרק‎; Brighton, Reino Unido, 2 de agosto de 1971) es una matemática británica-israelí, profesora asociada de matemáticas en el Instituto Einstein de Matemáticas de la Universidad Hebrea de Jerusalén e investigadora en teoría de nudos y topología algebraica. Fuera del mundo académico, es conocido por haber sido una niña prodigio en matemáticas.

## Infancia
Ruth Lawrence nació en Brighton, Inglaterra. Sus padres, Harry Lawrence y Sylvia Greybourne, eran ambos consultores en informática. Cuando Lawrence tenía cinco años, su padre abandonó su trabajo para poder educarla en el hogar.

## Formación
A los nueve años, Lawrence obtuvo el O-level en matemáticas, sentando un nuevo récord de edad (superado en 2001 por Arran Fernandez, que aprobó los exámenes de matemáticas del GCSE a los cinco años). También a los nueve años obtuvo un sobresaliente en el A-level en matemática pura.
En 1981, Lawrence superó el examen de acceso en matemáticas de la Universidad de Oxford, y se unió al St Hugh's College en 1983, a los doce años.
En Oxford, su padre continuó activamente involucrado en su educación, acompañándola a todas las clases y a algunas tutorías. Lawrence completó el grado en dos años, en lugar de los tres años habituales, y se graduó en 1985 a los trece años con un starred first y una mención especial. Atrajo notablemente la atracción de la prensa al convertirse en la persona británica más joven en obtener un first-class degree, y la más joven en graduarse en Oxford en la época moderna.
Lawrence continuó su educación con un segundo título en física en 1986 y un doctorado en matemáticas en Oxford en junio de 1989, a los 17 años. Su tesis llevó como título Homology representations of braid groups y su director de tesis fue Michael Atiyah.

## Carrera académica
Lawrence y su padre se trasladaron a Estados Unidos para su primera plaza académica, en la Universidad Harvard, donde se convirtió en junior fellow en 1990, a los 19 años. En 1993, se trasladó a la Universidad de Míchigan, donde se convirtió en profesora asociada en 1997.
En 1998, Lawrence se casó con Ariyeh Neimark, un matemático de la Universidad Hebrea de Jerusalén, y adoptó el nombre Ruth Lawrence-Neimark. Al año siguiente, se trasladó a Israel con él y aceptó un puesto de profesora asociada de matemáticas en el Instituto Einstein de Matemáticas, parte de la Universidad Hebrea de Jerusalén.

## Investigación
Un artículo de Lawrence de 1990, «Homological representations of the Hecke algebra», en Communications in Mathematical Physics, introdujo, entre otras cosas, nuevas representaciones lineales del grupo de trenzas, conocidas como representaciones de Lawrence-Krammer. En artículos publicados en 2000 y 2001, Daan Krammer y Stephen Bigelow establecieron la fidelidad de la representación de Lawrence. Este resultado se resume en la frase «los grupos de trenzas son lineales».

## Premios y reconocimientos
En 2012, se convirtió en fellow de la American Mathematical Society.

## Publicaciones destacadas
- Lawrence, R.J.,An explicit symmetric DGLA model of a triangle, joint with Itay Griniasty (2018)
- Lawrence, R.J.,A formula for topology/deformations and its significance,joint with Dennis Sullivan Fundamenta Mathematica 225 (2014) 229-242.
- Lawrence, R.J., Homological representations of the Hecke algebra, Communications in Mathematical Physics, V 135, N 1, pp 141–191 (1990).
- Lawrence, R. and Zagier, D., Modular forms and quantum invariants of 3-manifolds. Asian Journal of Mathematics, V 3, N 1, pp 93–108 (1999).
- Lawrence, R. and Rozansky, L., Witten–Reshetikhin–Turaev Invariants of Seifert Manifolds. Communications in Mathematical Physics, V. 205, N 2, pp. 287–314 (1999).